# Барт Де Вевер
Барт Де Вевер (на нидерландски: Bart De Wever) е фламандски политик от партията Новофламандски алианс.

## Биография
Барт Де Веверс е роден на 21 декември 1970 година в Мортсел, близо до Антверпен. През 1994 година завършва история в Льовенския католически университет, където става асистент и участва в работата по „Нова енциклопедия на фламандското движение“. През 1996 – 1997 година е съветник в районния съвет на антверпенски район Берхем, като по това време се отказва от научната си кариера.
През 2001 година Барт Де Вевер е сред основоположниците на Новофламандския алианс, образуван от дясното крило на разпадналия се Народен съюз. През 2004 година е избран за председател на Новофламандския алианс, който през следващите няколко години се превръща от маргинална партия с един депутат във Фламандския парламент във водещата фламандска партия.
През 2004 – 2007 година Барт Де Вевер е депутат във Фламандския парламент. През 2007 година е избран във Федералния парламент и в общинския съвет на Антверпен, а през 2009 година и за депутат в Европейския парламент. През 2010 година Новофламандският алианс печели най-голям брой гласове на общите избори в Белгия. Макар че след продължилите година и половина преговори не влиза в правителството, на провинциалните и общински избори през октомври 2012 година партията се утвърждава като доминираща във Фламандския регион. От 1 януари 2013 година е кмет на Антверпен.
На 3 февруари 2025 година Барт Де Вевер става министър-председател.